# Made In Switzerland - Live in Zurich
Albums de Gotthard
Lipservice
(2005) Domino Effect
(2007)
Made In Switzerland - Live in Zurich est le deuxième album en public du groupe de hard rock suisse, Gotthard. Il est sorti le 28 avril 2006 sur le label Nuclear Blast et fut produit par Leo Leoni.

## Historique
Cet album fut enregistré le 8 décembre 2005 lors de l'inauguration, à la suite de sa rénovation, du Hallenstadion à Zurich. Le concert fut également filmé et Made In Switzerland - Live in Zurich est disponible en version CD/DVD. Cet album est en fait le premier vrai album live du groupe, le précédent, D-Frosted étant un album live acoustique.
Il entrera directement, le 14 mai 2006, à la première place des hit parades suisses. Il y sera classé 33 semaines et sera certifié disque de platine en Suisse.

## Liste des titres

### Titres CD
1. All We Are (Steve Lee / Leo Leoni / Freddy Scherer / Applegate / Thomander / Wikstroem) - 4:29
2. Dream On (Lee / Scherer / Applegate) - 3:31
3. Hush (Joe South) - 4:52
4. Mountain Mama (Lee / Leoni / Chris Von Rohr) - 4:24
5. Let It Be (Lee / Leoni) - 6:41
6. Top of the World (Lee / Leoni / Mandy Meyer / Marc Tanner) - 4:12
7. I Wonder (Lee / Leoni / Applegate / Thomander / Wikstroem) - 4:27
8. Said and Done(Lee / Scherer) - 4:04
9. One Life, One soul (Lee / Leoni / Von Rohr) - 3:54
10. Nothing Left at All (Lee / Leoni / Scherer) - 3:58
11. Sister Moon (Lee / Leoni / Von Rohr) - 4:13
12. Mighty Quinn (Bob Dylan) - 4:30
13. In the Name (Lee / Leoni / Von Rohr) - 3:43
14. Heaven (Lee / Leoni / Von Rohr) - 6:32
15. Lift U Up (Lee / Leoni / Applegate / Thomander / Wikstroem) - 3:42
16. Anytime, Anywhere (Lee / Leoni / Applegate) - 5:57
17. Immigrant Song (Jimmy Page / Robert Plant) - 4:43

### Menu DVD
1. All We Are - 5:31
2. Dream On - 3:31
3. Hush - 4:51
4. Mountain Mama - 4:26
5. Let It Be - 6:58
6. Top of the World - 4:09
7. I Wonder - 4:28
8. Said and Done - 4:22
9. One Life One Soul - 4:04
10. Nothing Left All - 4:06
11. Sister Moon - 4:41
12. The Other Side of Me - 4:48
13. Firedance - 5:46
14. Battle of Titans - 6:14
15. Homerun - 7:28
16. Mighty Queen - 5:37
17. In the Name - 3:56
18. Heaven - 6:57
19. Lift U Up - 3:45
20. Anytime Anywhere - 9:02
21. Immigrant Song - 5:16

Matériel bonus
- Making of du concert
- Making of du clip Anytime, Anywhere
- Clips video de Lift U Up, Anytime, Anywhere et Dream On
- Galerie de photos

## Musiciens
- Steve Lee : chant
- Leo Leoni : guitares, guitare solo, chœurs
- Marc Lynn : basse
- Hena Habegger : batterie, percussions
- Freddy Scherer : guitare rythmique

avec
- Nicolo Fragile : claviers

## Charts & certification
| Pays                | Durée du classement | Meilleur classement |
| ------------------- | ------------------- | ------------------- |
| Single Top 100      | 1 semaine           | 77e                 |
| Schweizer Hitparade | 33 semaines         | 1er                 |

| Pays   | Ventes   | Certification | Date           |
| ------ | -------- | ------------- | -------------- |
| Suisse | 30 000 + | Platine       | Septembre 2006 |